# Buffalo Bill Cody Scenic Byway

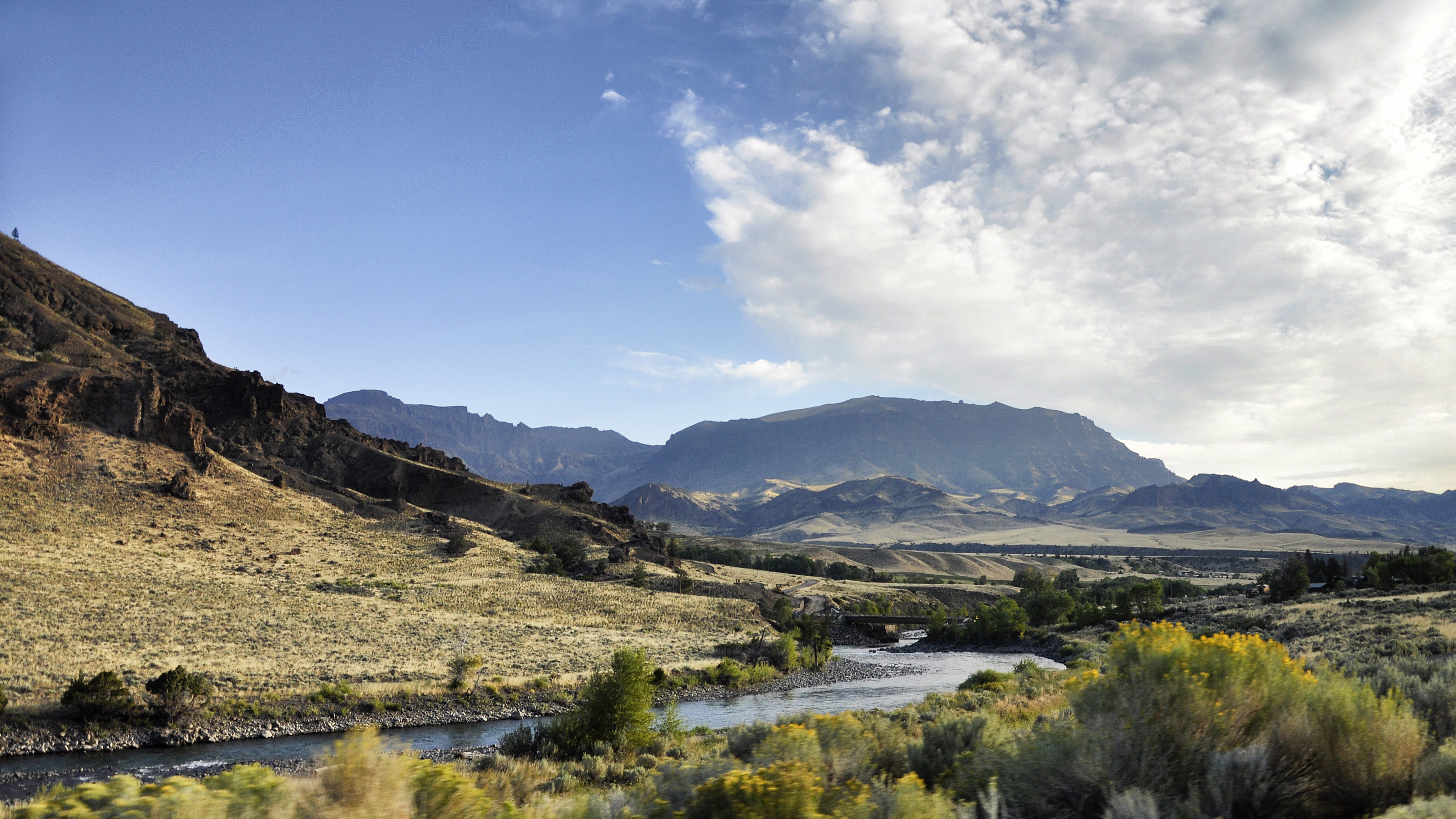
De Buffalo Bill Cody Scenic Byway

Buffalo Bill Cody Scenic Byway (Nederlands: Buffalo Bill Cody's Schilderachtige Binnenweg) is een weg in de Amerikaanse staat Wyoming genoemd naar Buffalo Bill. Hij loopt langs de noordelijke arm van de Shoshone River, door de Wapiti Valley en start aan de oostelijke kant vanaf het Shoshone National Forest, ongeveer 40 km ten westen van Cody. Deze stad werd gesticht door Buffalo Bill, wiens echte naam William Frederick Cody was. De weg loopt tot aan de oostelijke toegang van Yellowstone National Park. Het traject is 44,3 km lang. Theodore Roosevelt noemde de binnenweg de schilderachtigste 50 mijl van de wereld.
Buffalo Bill Cody Scenic Byway is het hele jaar door toegankelijk terwijl de oostelijke toegang tot Yellowstone National Park de eerste maandag van november dicht gaat en begin mei opnieuw opent, voor zover het weer het toelaat.
Buffalo Bill Dam, het prototype voor de Hoover Dam ligt vlak bij Cody en maakt deel uit van het Buffalo Bill State Park. De weg slingert zich dan doorheen de Wapiti Valley, de brede canyon gevormd door de rivier.  Pahaska Teepee, het originele jachthuis van Buffalo Bill ligt 80 km ten westen van Cody. Vlakbij ligt een pad (Pahaska-Sunlight Trail) dat naar Camp Monaco voert, waar Buffalo Bill en prins Albert I van Monaco in 1913 samen op jacht gingen.
De Smith Mansion is een opvallend houten huis dat nooit afgewerkt geraakte maar het is prominent aanwezig in het landschap. De bouwer, Lee Smith, verongelukte toen hij in 1992 van een van de hogere balkons viel.
Elf km ten westen van de toegang tot het park ligt de Sylvan Pass, 2 598 m hoog.

## Galerij

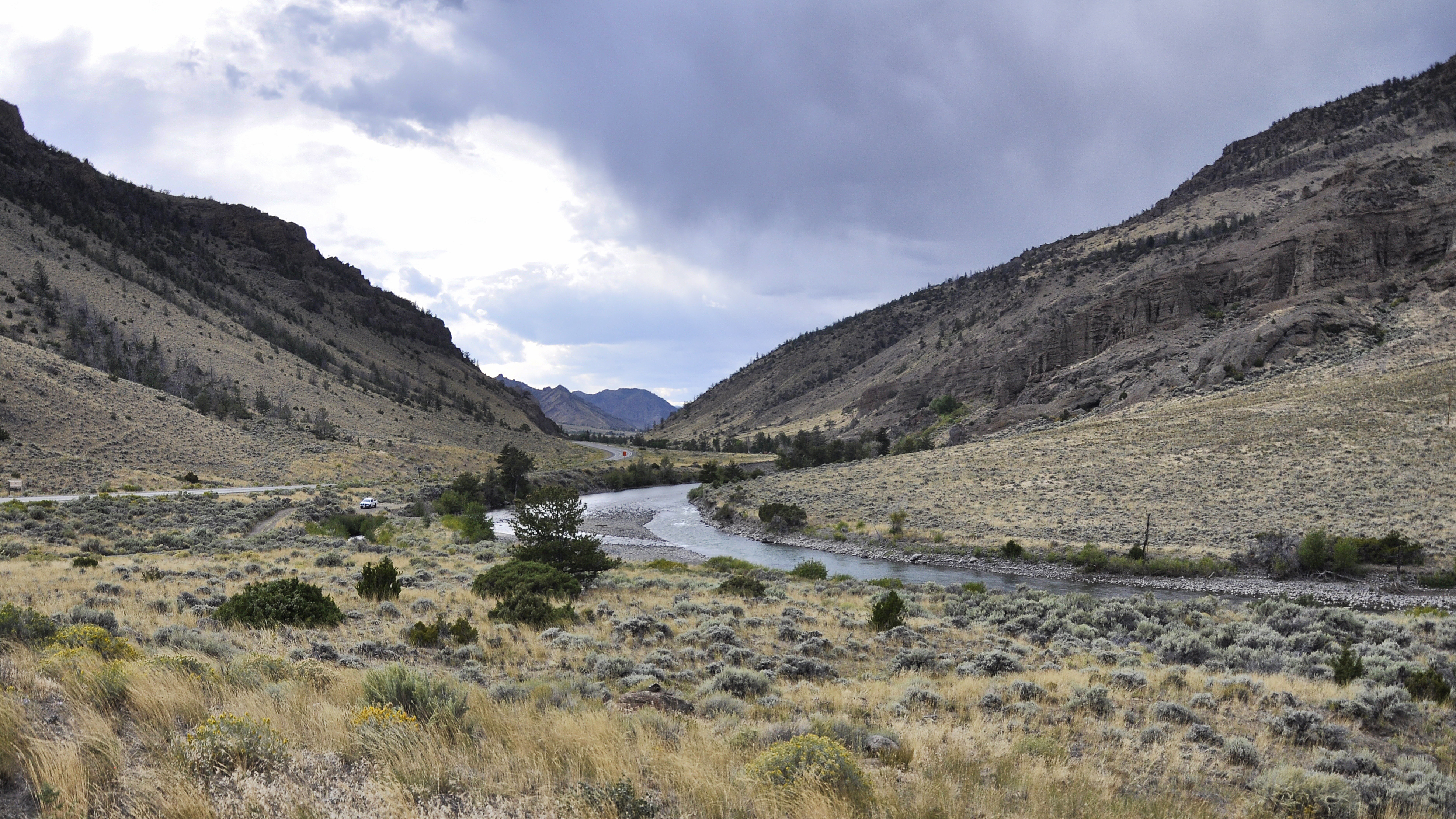
De noordelijke arm van de Shoshone River
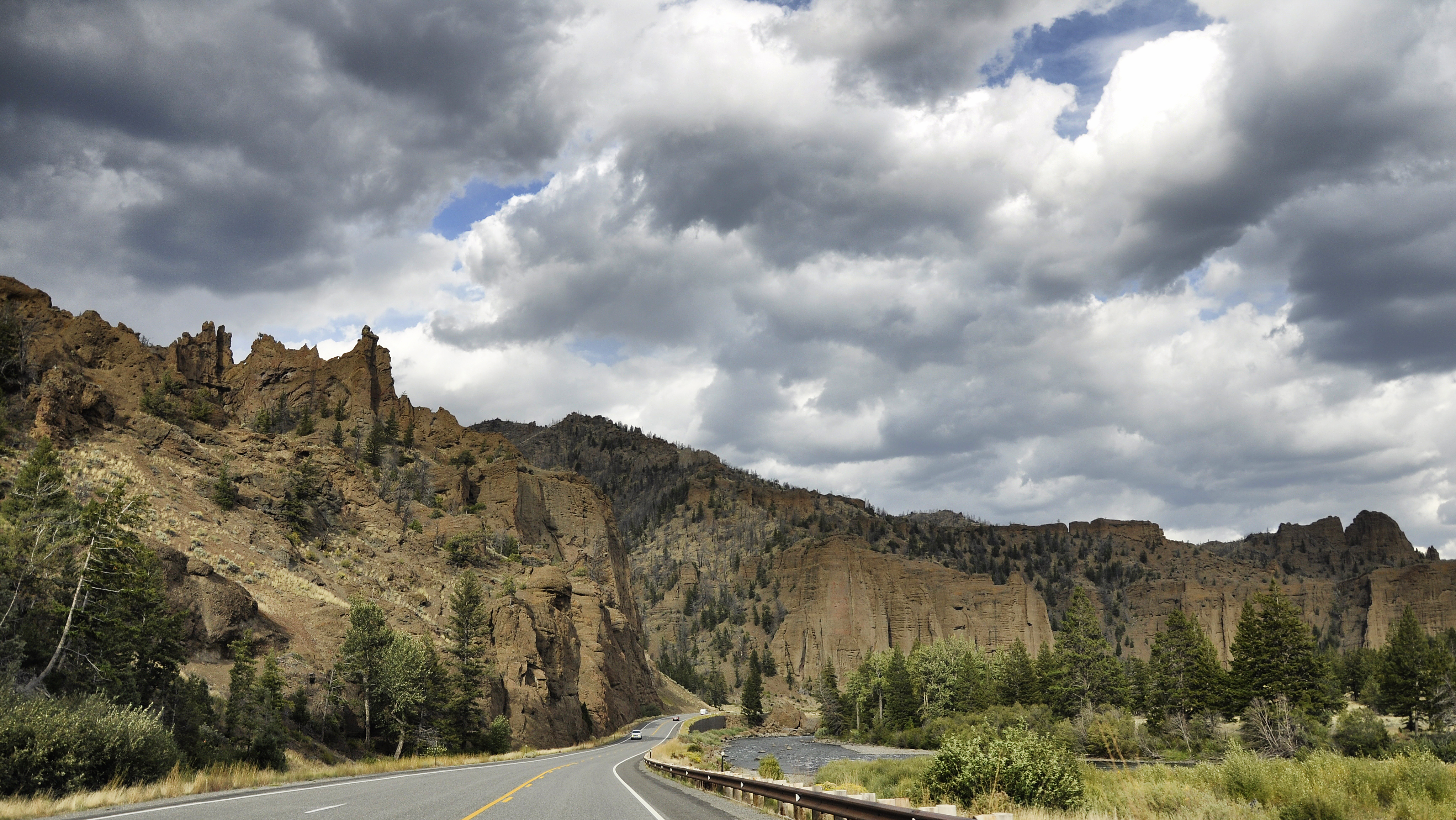
De Buffalo Bill Cody Scenic Byway
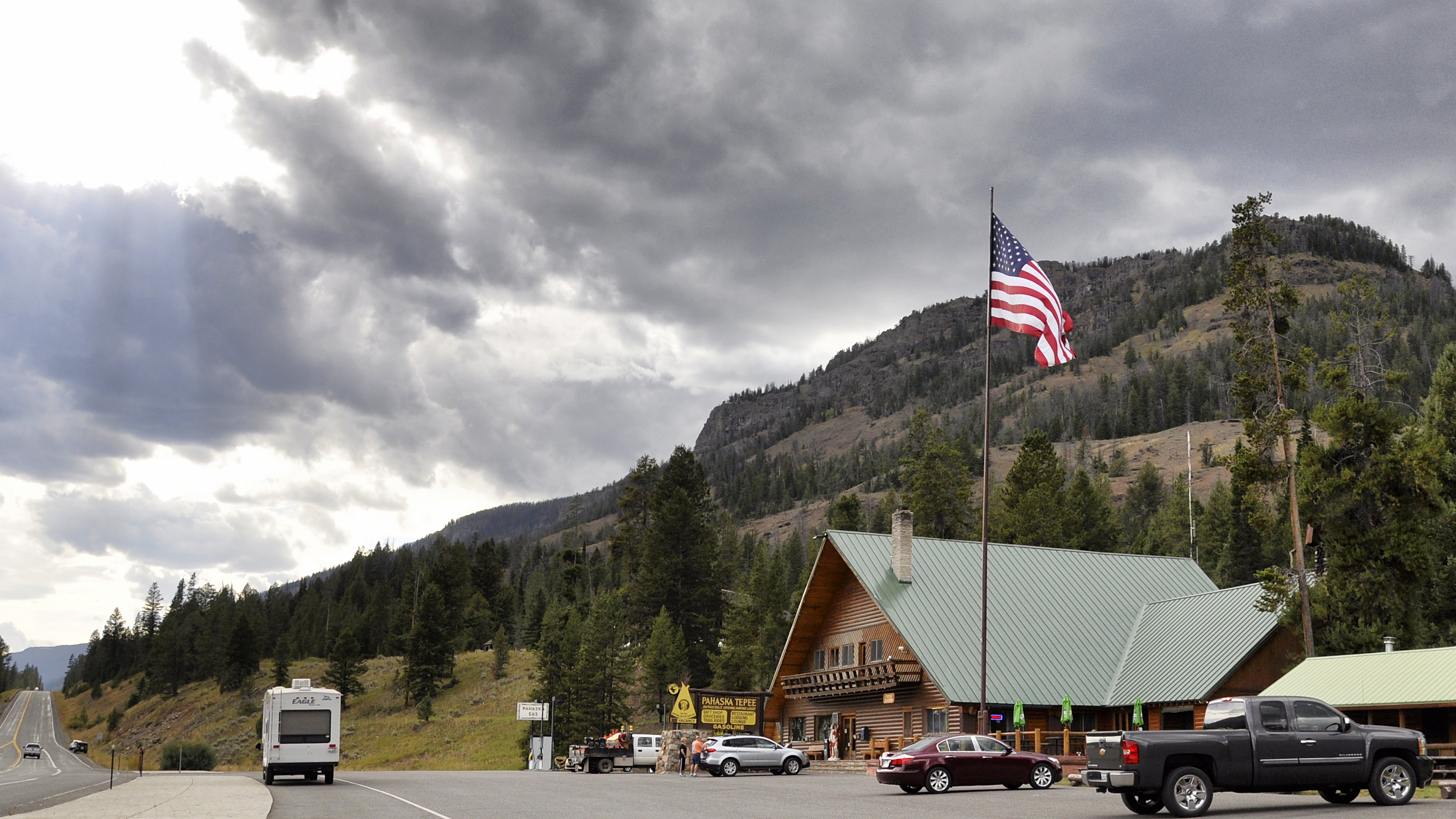
De locatie van de Pahaska Teepee
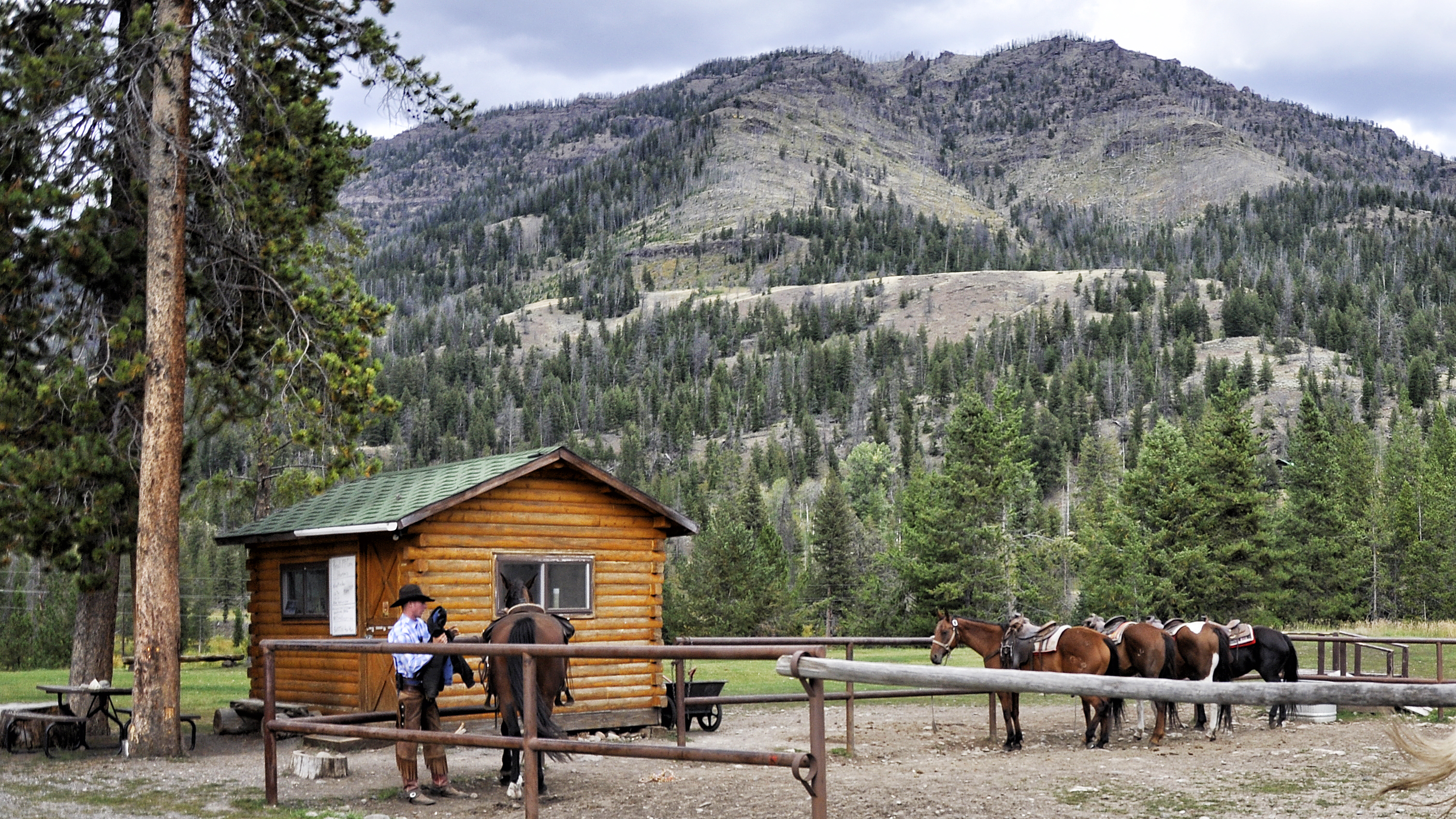
Langs de Buffalo Bill Cody Scenic Byway
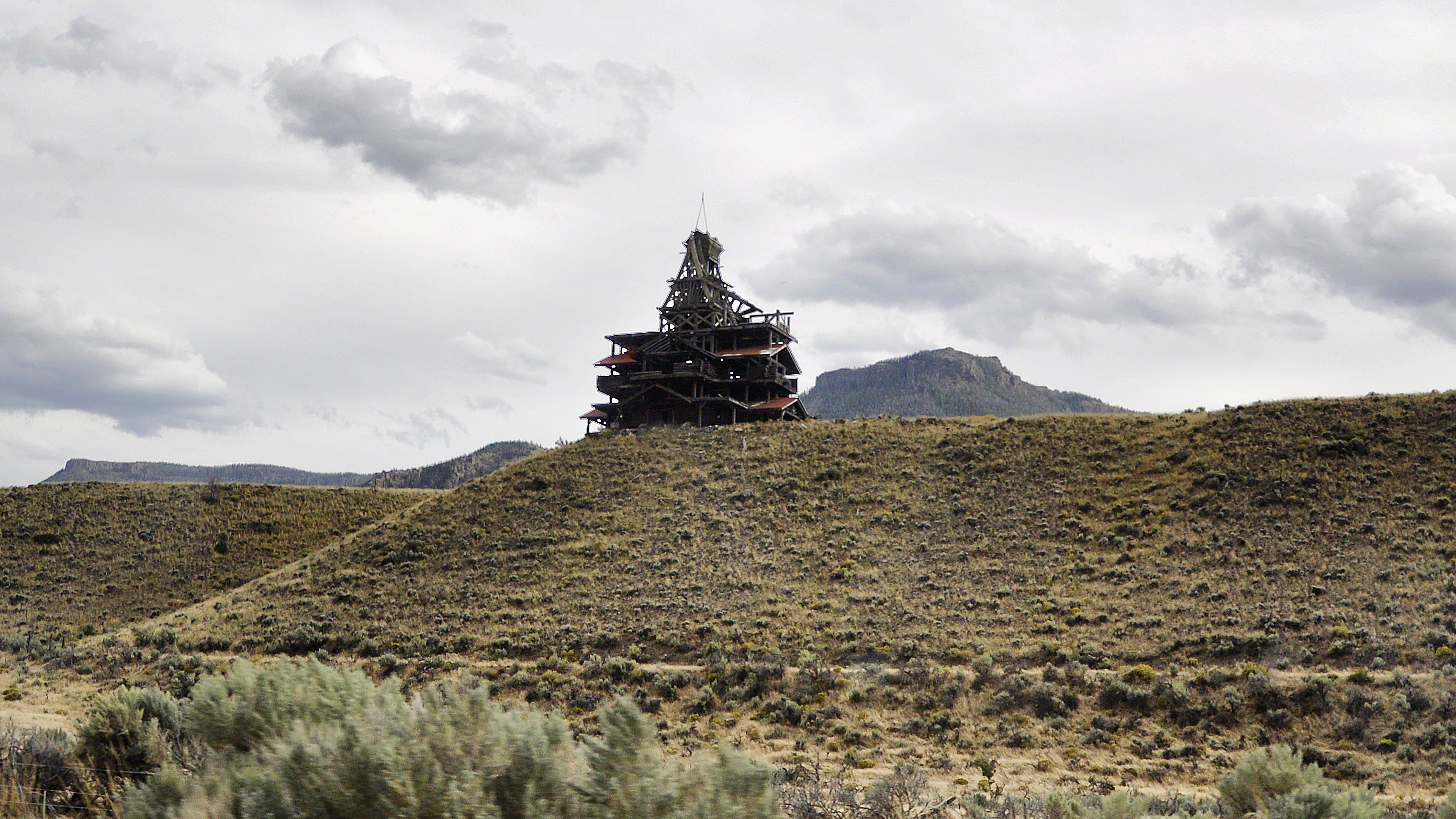
Smith Mansion